# Fuse (jogo eletrônico)
Fuse é um jogo eletrônico de tiro em terceira pessoa desenvolvido pela Insomniac Games e publicado pela Electronic Arts. Ele foi lançado em maio de 2013 para PlayStation 3 e Xbox 360. O jogo foi originalmente anunciado durante a Electronic Entertainment Expo de 2011 sob o nome de Overstrike, porém um ano depois teve seu nome alterado para Fuse.